# Marinus van Reymerswale
Marinus Claeszoon van Reymerswale (Reimerswaal, cap a 1493 o 1497- Goes, cap a 1546 o 1567) fou un pintor neerlandès.

## Biografia
Va treballar a Zelanda de 1533 a 1545, on també se li va conèixer com a Marinus de Seeu (de Zelanda). Va estudiar a la Universitat de Lovaina (1504) i es va formar com a pintor a Anvers (1509).
Realitza un dibuix sec i els colors més utilitzats són el verd i el vermelló. Pinta naturaleses mortes amb pergamins arrugats, llibres i altres objectes simbòlics.
Només se li coneixen alguns quadres, amb la seva signatura, però se li atribueixen molts altres; la seva temàtica era bastant recurrent, i la van fer també Quentin Massys i Albrecht Dürer:
- El canvista i la seva dona
- Els recaptadors d'impostos
- El gabinet de l'advocat
- Sant Jeroni en el seu estudi
- La vocació de sant Mateu

### Obres

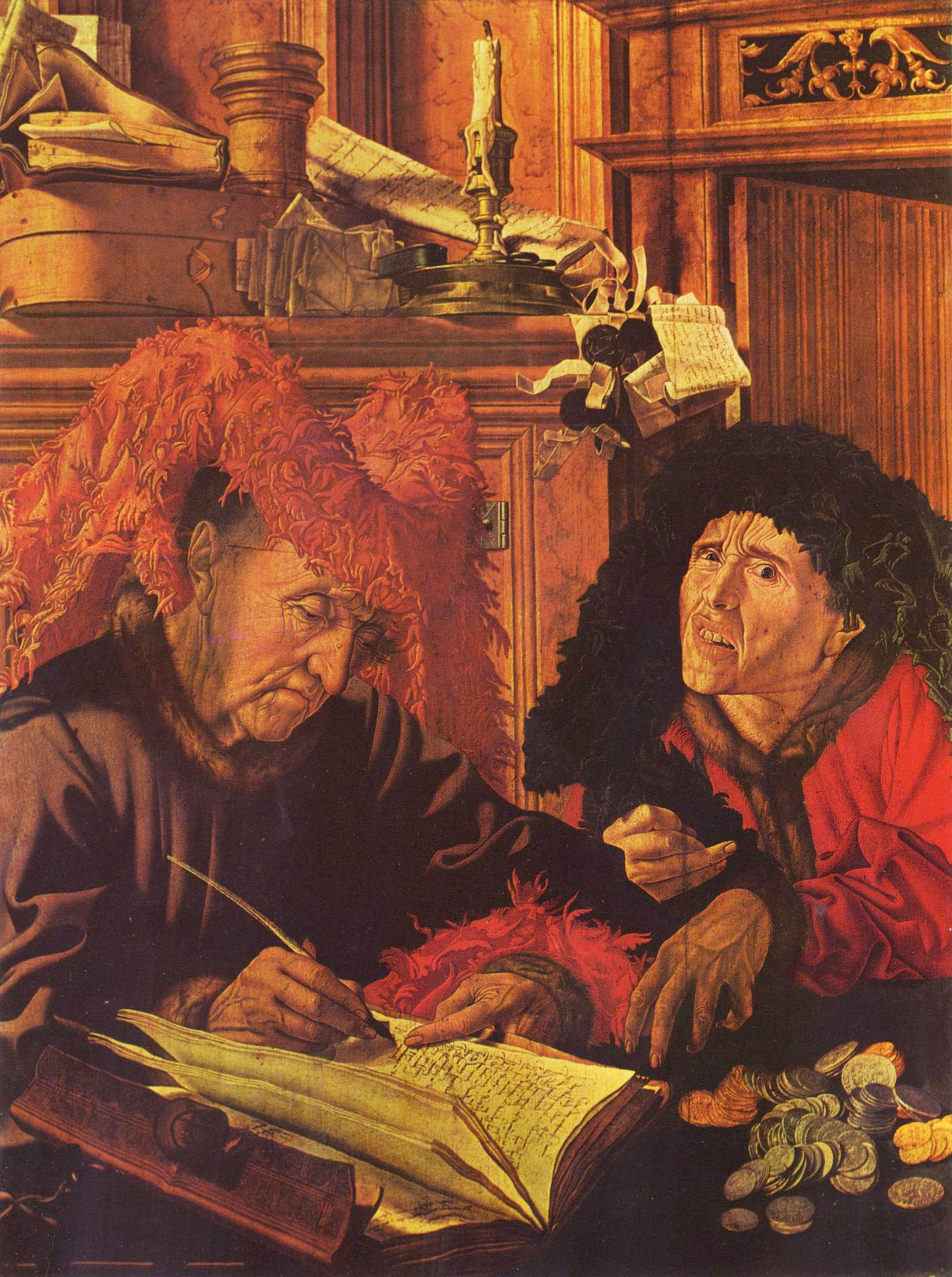
Els dos prestadors (ca. 1540, National Gallery de Londres).

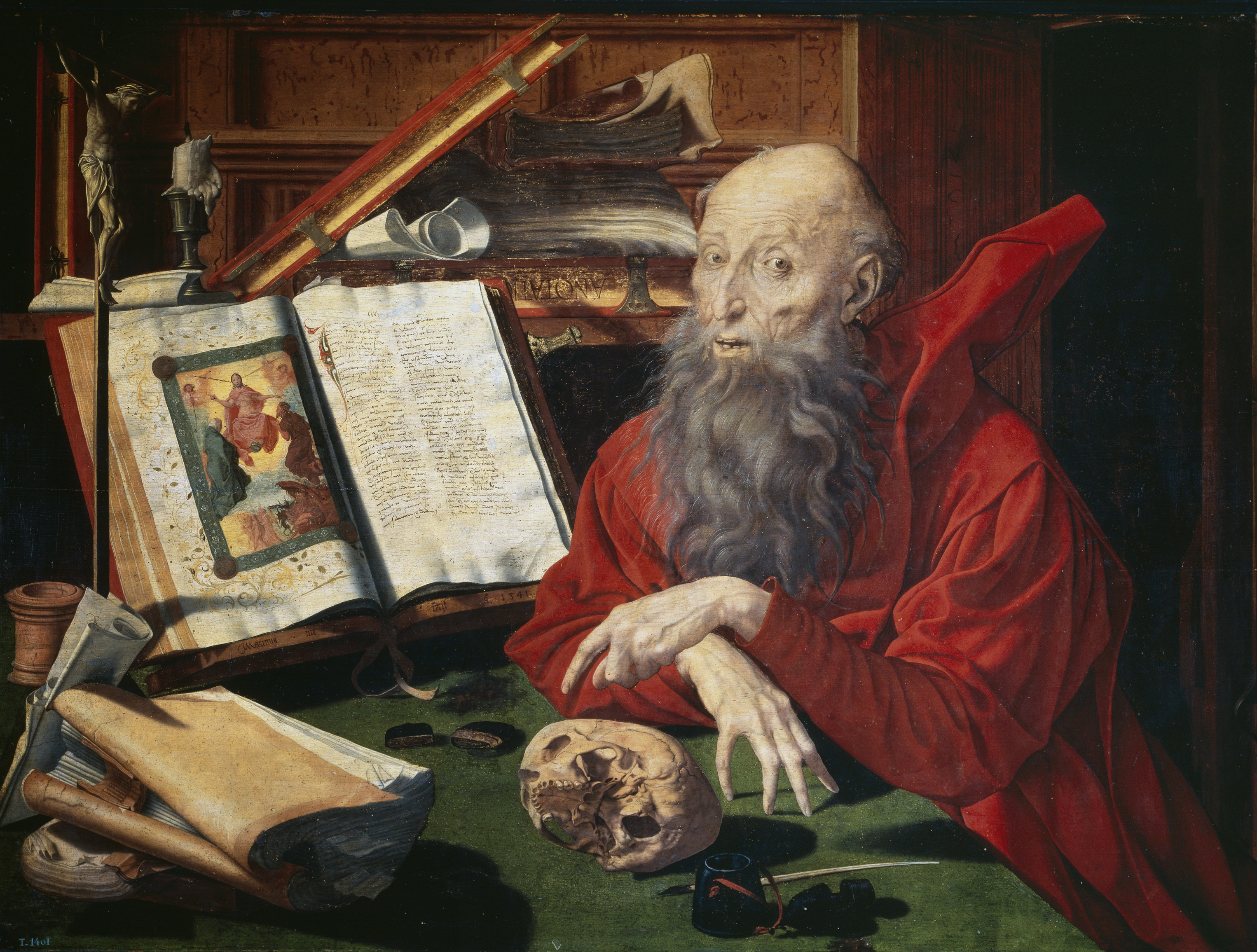
'Sant Jeroni en el seu estudi (1541, Museu del Prado, Madrid).

- Anvers, Koninklijk Museum voor Schone Kunsten
  - Sant Jeroni en el seu estudi (1541)
  - Els dos prestadors
- Douai, Musée des Chartreuses
  - Sant Jeroni en el seu estudi
- Dresden, Gemäldegalerie Alte Meister
  - El canvista i la seva dona (1541)
- Florència, Bargello
  - El canvista i la seva dona (1540)
- Copenhaguen, Statens Museum for Kunst
  - El canvista i la seva dona (1540)
- Madrid, Museu del Prado
  - Sant Jeroni en el seu estudi (1521?)
  - El canvista i la seva dona (1539)
  - Sant Jeroni en el seu estudi (1541)
  - Verge donant mamar al Nen
- Madrid, Museu Thyssen-Bornemisza
  - La vocació de sant Mateu
- Madrid, Reial Acadèmia de Belles Arts de San Fernando
  - Sant Jeroni en la seva cel·la
- Múnic, Alte Pinakothek
  - El gabinet de l'advocat (1542)
  - El canvista i la seva dona (1538)
- Nova Orleans, New Orleans Museum of Art
  - El gabinet de l'advocat (1545)
- Londres, National Gallery
  - Els dos prestadors (ca. 1540)
- París, Museu del Louvre
  - Els dos prestadors (ca. 1540)
- San Lorenzo de El Escorial
  - El canvista i la seva dona (1538)
- Sant Petersburg, Ermitage
  - El canvista i la seva dona
  - Els dos prestadors
- Varsòvia, Narodny Muzeum
  - Els dos prestadors
- Viena, Museu d'Història de l'Art de Viena
  - La paràbola del servent infidel (1540)